# Madame verliert ihr Kleid
Madame verliert ihr Kleid (Originaltitel: This Is the Night) ist eine US-amerikanische Screwball-Komödie aus dem Jahr 1932 von Frank Tuttle mit Lili Damita und Charles Ruggles in den Hauptrollen. Das Drehbuch des Pre-Code-Films basiert auf dem französischen Bühnenstück Pouche von René Peter und Henri Falk sowie der englischen Adaption Naughty Cinderella von Avery Hopwood.

## Handlung
Auf dem Weg zu einer Theateraufführung  in Paris mit ihrem Liebhaber Gerald Gray verliert Claire Mathewson zur Freude der Menschenmenge auf der Straße ihren Rock in einer Limousinentür. Als Claire in ihrem Unterkleid nach Hause kommt, wird sie von ihrem Ehemann Stephen empfangen, einem Speerwerfer, der eigentlich zu den Olympischen Spielen in Los Angeles fahren sollte und gerade herausgefunden hat, dass Claire ein Rendezvous in Venedig plant. Gerald und Claire werden bei ihrer Lüge ertappt und bestehen darauf, dass die Reise für zwei Paare war, und Gerald macht sich auf die Suche nach einer Frau. 
Gerald engagiert die arme aber respektable Germaine, da er glaubt, sie sei Chou-Chou, eine kultivierte und glamouröse Schauspielerin. In Venedig angekommen lieben sich Germaine und Gerald beim Frühstück. Claire wird eifersüchtig und verlangt, dass die Schauspielerin Venedig verlässt. Germaine weigert sich jedoch, ihre Fantasie von einem romantischen, extravaganten Urlaub in Venedig aufzugeben. Unterdessen verbringt Stephen den Nachmittag mit „Mrs. Gray“, während Gerald und sein Freund Bunny West sich betrinken, da sie beide glauben, die Schauspielerin zu lieben. An diesem Abend will der betrunkene Bunny mit Germaine eine Gondelfahrt machen, aber Gerald greift ein und befiehlt Germaine, zu Hause zu bleiben. Während ein Gondoliere im Mondlicht singt, küsst Gerald sie, aber Germaine hat das Schauspiel satt und rennt in ihr Zimmer. Ihr kommen die Tränen, weil ihr klar ist, dass sie nicht so spektakulär wie Chou-Chou sei, sondern anständig und nur sie selbst sein wolle. 
Unterdessen geht Claire, eifersüchtig auf die Aufmerksamkeiten der Schauspielerin gegenüber Stephen, in Geralds Zimmer, um sich zu vergewissern, dass Chou-Chou die Stadt verlassen hat. Gerald erzählt seiner Geliebten, dass sie sich wieder in ihren Mann verliebt hat. Bunny fällt von Germaines Balkon in den Kanal, und Stephen, der ihn für einen Herumtreiber hält, eilt herein, um Germaine zu retten. Claire und Gerald, die Stephen in Germaines Zimmer finden, geraten in Rage, weil sie glauben, dass die Schauspielerin Chou-Chous schlechtem Ruf gerecht wird. Gerald gibt zu, dass Germaine nicht seine Frau ist, und Stephen gibt zu, dass er es die ganze Zeit wusste. Als die Polizei mit dem durchnässten Bunny eintrifft, ist Stephen von Claires Verdacht befreit und sie versöhnen sich. Während Germaine das Hotel in einer Gondel verlässt, erzählt Bunny Gerald, dass Germaine Chou-Chou ersetzt hat, und Gerald rennt Germaine hinterher. Während der Gondoliere singt, macht Gerald Germaine im Mondlicht einen Heiratsantrag.

## Hintergrund
Der Film ist ein Remake der Komödie Die Königin der Riviera, die von Paramounts Vorgänger-Studio Famous Players-Lasky 1926 produziert wurde.
Eine zeitgenössische Quelle nennt Duke Ellington und seine Band und George Dewey Washington als Darsteller. Im Abspann des Films spielen das Orchester die Aufwärmphase und die Ouvertüre zu Folies de Paris, und der Film endet damit, dass der Maestro die Partitur beendet und abschließt. 
Aus Akten der Motion Picture Association geht hervor, dass das Hays Office, die Behörde zur Durchsetzung des Production Codes, Einwände gegen die Eröffnungsszene, in der Claire ihr Kleid verliert, erhoben hatte. In einem Brief vom 7. Januar 1932 an B. P. Schulberg, Chief Studio Executive bei Paramount, zitierte Colonel Jason S. Joy, der Leiter des Studio Relations Office der Assiciation of Motion Picture Producers (AMPP), das Drehbuch und erklärte: „Claire verliert nicht nur das Kleid, sondern gibt auch den Blick auf ihre Beine und Schenkel über den Knien frei.“ Joy fährt fort: „Als Claires Mantel auffliegt und Gerald auf die „Aussicht“ hinunterblickt, die der offene Mantel bietet, schnappt er nach Luft – und holt tief Luft. Man nimmt an, dass er eine Menge gesehen hat.“
Am 16. September 1935 forderte Paramount von der Production Code Administration (PCA) ein Code-Siegel für eine Neuauflage dieses Films an. Das Siegel wurde erteilt, nachdem Paramount eine Szene gelöscht hatte, in der Germaine sich hinter einem Wandschirm auszieht und ihre Kleider darüber wirft. Nach einer Beschwerde des italienischen Botschafters schnitt Paramount Berichten zufolge zwei oder drei Einstellungen mit komischen Darstellungen der italienischen Polizei heraus. Dies war der erste Film, in dem Cary Grant mitspielte.
Die im Film gespielten Songs A Story of Venice und This Is the Night stammten von Ralph Rainger und Sam Coslow.
An dem 8. April 1932 erschien der Film in den US-Kinos.
William C. Mellor arbeitete als Kameraführer, Lucien Ballard als Kamera-Assistent, Jean Negulesco als technischer Berater.

## Kritiken
Mordaunt Hall von der The New York Times befand, clevere, absurde Zwischenfälle und faszinierende Melodien machen den Film höchst unterhaltsamen.
Derek Winnert lobte den Film als sehr heitere und unterhaltsame Komödie, witzig geschrieben, wunderbar gespielt und meisterhaft umgesetzt.